# Бадия-Тедальда
Бадия-Тедальда (итал. Badia Tedalda) — коммуна в Италии, располагается в области Тоскана, в провинции Ареццо.
Население коммуны составляет 1072 человека (31-8-2017), плотность населения составляет 9,01 чел./км². Занимает площадь 119,03 км². Почтовый индекс — 53032. Телефонный код — 0575. 
Покровителем населённого пункта считается Архангел Михаил, отмечается 29 сентября. 

## Демография
Динамика населения:

## Администрация коммуны
- Официальный сайт:

## Примечание
1. ↑  Statistiche demografiche ISTAT. demo.istat.it. Дата обращения: 1 декабря 2019. Архивировано из оригинала 16 июля 2018 года.